# Ratpenat groc de panxa blanca
El ratpenat groc de panxa blanca (Scotophilus leucogaster) és una espècie de ratpenat que es troba a l'Àfrica subsahariana.
Habita la sabana.